# هفت‌سین

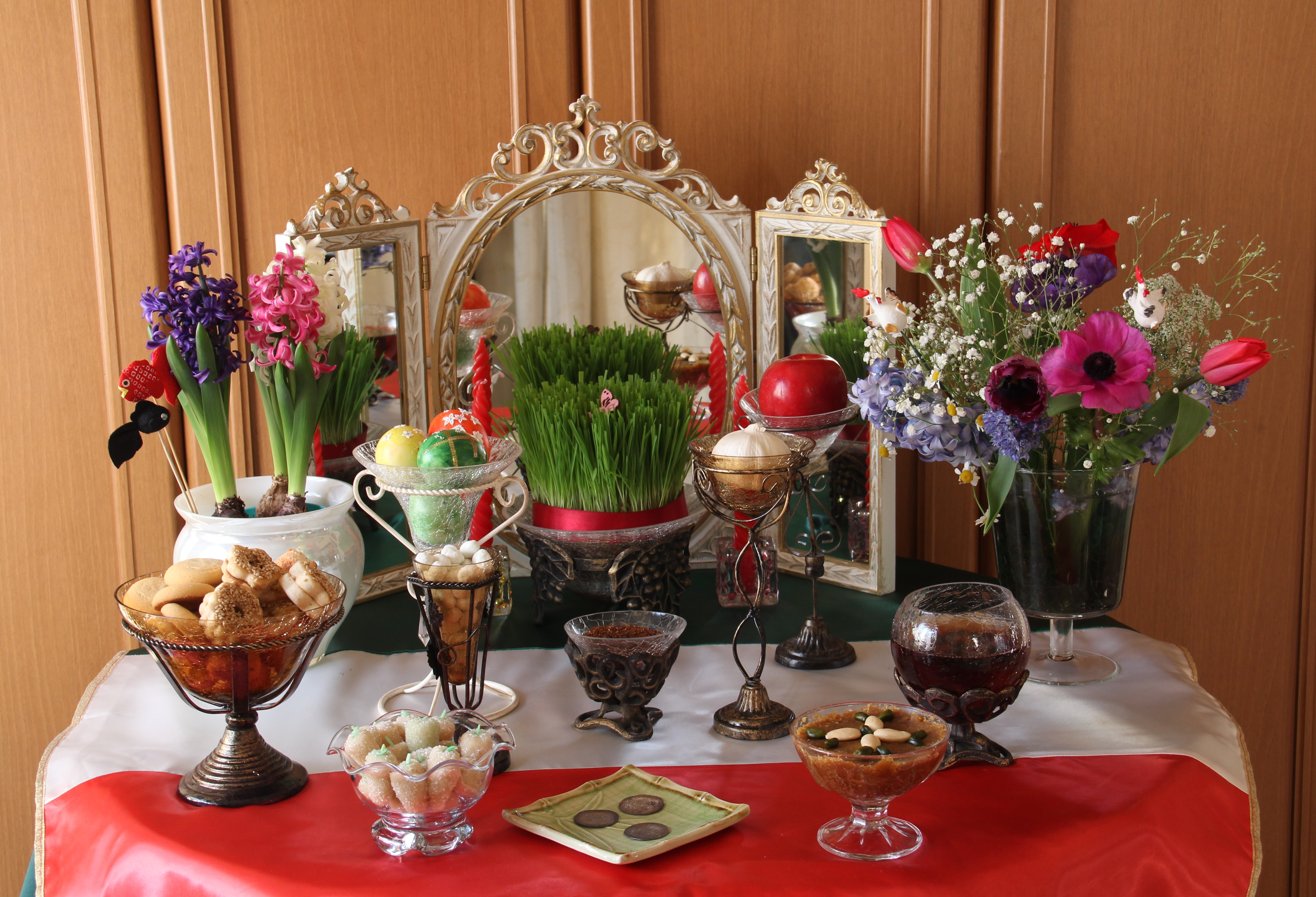
نمایی از یک هفت‌سین که روی پرچم ایران قرار دارد.

هفت‌سین سفره‌ای متشکل از هفت چیزِ نمادین است که از طبیعت گرفته شده و نام آن‌ها با حرف «سین» آغاز می‌شود و به‌طور سنتی در نوروز، سال نوی ایرانی، گسترانده می‌شود. هفت‌سین از مشهورترین مراسم نوروز است که روی زمین یا میز گذاشته می‌شود و معمولاً اعضای خانواده در زمان گردش سال، در کنار آن می‌نشینند. این سفره از گردهم آوردن و انتخابِ هفت چیز از موارد مقابل است: سیب، سنجد، سماق، سیر، سرکه، سبزه سمنو. بر حسب عادت، چیزهای دیگری نیز برای تکمیلِ مفاهیم روحانی و نمادینِ سین‌ها بر این سفره قرار می‌گیرند؛ مانند قرآن مجید، آینه و شمعدان، تخم مرغ رنگی، ماهی قرمز، گل، فال حافظ، شیرینی و نظایر آن که بنا به عرف و سنت و اعتقاد مردمانِ نواحیِ گوناگون، مختلف است. سفرهٔ هفت‌سین معمولاً تا پایانِ نوروز در خانه‌ها می‌ماند، و برخی در روز سیزدهمِ نوروز، سبزه و ماهی را به آب می‌سپارند.
به شکل تاریخی، هر چیزی در این سفره می‌تواند نمادی از آرزوهای سال نو باشد؛ آرزوهایی همچون سلامتی، باروری، بردباری، برکت، پیروزی، خردورزی و مواردی دیگر. انداختن سفره‌ای ویژه برای نوروز، در گذشته در بخش‌هایی از ایران‌زمین، و امروزه در ایران و برخی از کشورهای اطرافِ آن گرامی داشته می‌شود. سفره هفت‌سین ویژه نوروز نیست و گروهی این سفره یا مانندش را برای جشن زناشویی یا شب چله آماده می‌کنند.

## پیشینه
هفت‌سین یکی از آیین‌های نوروزی ایرانیان است که ریشه‌ای کهن دارد و پیشینه‌ی آن به دوران ساسانیان بازمی‌گردد. بر اساس متن محاسن‌الاضداد که به جاحظ بصری نسبت داده می‌شود، در نوروز سفره‌ای گسترده می‌شده که بر آن هفت نوع غله از جمله گندم، جو، ذرت، ارزن، نخود، عدس، برنج، کنجد، باقلا و لوبیا قرار می‌داده‌اند. این غلات سبز می‌شده و نانی از آن‌ها پخته و بر سر سفره نوروز گذاشته می‌شده است.
هفت‌سین احتمالاً نوعی آیین نمادین برای بزرگداشت گیاهان خوراکی و آداب برانگیختن آن‌ها به رویش بوده است که با رویاندن سبزه‌های غلات هفت‌گانه و نهادن هفت نان از آن‌ها پیوند داشته است. این عناصر در سفره‌ی هفت‌سین امروزی به سبزه و سمنو تبدیل شده‌اند. جالب آنکه در برخی رسالات آمده که ایرانیان هفت کاسه پر از سکه‌ی سفید (سیم) و یک کاسه پر از سکه‌ی زرد (زر) نیز بر این سفره می‌نهاده‌اند؛ بدین ترتیب، سکه‌ها نیز جزئی از سفره‌ی هفت‌سین با قدمتی چشمگیر بوده‌اند. این آداب در سراسر ایران‌زمین رواج داشته و در دوران اسلامی نیز تداوم یافته است. به‌گونه‌ای که شمس‌الدین انصاری دمشقی (درگذشته ۷۰۶ هجری قمری) گزارش کرده که در دوران مغول، خوان نوروزی در دمشق شامل طبقی بوده که هفت سنبله از غلات بر آن نهاده می‌شده و در کنار آن، مقداری شکر و درهم و دینار قرار داده می‌شده است. این گزارش از آن جهت اهمیت دارد که احتمالاً مراسم نوروز را در دمشق توصیف می‌کند و نشان می‌دهد که این سنت دیرینه، حتی در دوران تباهی تاریخ ایران، در سراسر قلمرو تمدنی ایرانیان رواج داشته است.

تاریخچهٔ این رسم، مبهم است. برخی پژوهشگران ذکر می‌کنند که در گذشته برای ارج نهادن به برکات زمینی، سفره‌ای با هفت نماد برای نوروز یا جشن مهرگان می‌آراستند که می‌توانستند با حرف‌های مختلفی آغاز شوند؛ در واقع ضرورتی برای شروع آنها با حرف «س» نبوده‌است. در کتابِ المحاسن و الاضداد منسوب به جاحظ و آثار الباقیه از ابوریحان بیرونی، اشاره می‌شود به سبز کردنِ هفت نوع غلهٔ مختلف برای نوروز در بین ایرانیان. بیرونی در این مورد می‌گوید: «در این روز هر چوبی که خشک شده بود سبز شد و مردم گفتند (روز نو) یعنی روزی نوین و هر شخص از راه تبرک به‌این روز در طشتی جو کاشت سپس، این رسم در ایرانیان پایدار ماند که روز نوروز در کنار خانه هفت صنف از غلات در هفت استوانه بکارد [...]».
ظاهراً کهن‌ترین سند در ادب فارسی که در آن به اصطلاحِ «هفت سین» اشاره شده، دیوان امیر بهاءالدین برندق خجندی (۷۵۷–۸۳۵ قمری) است با این دو بیت:
| چون به میدانِ طرب رانی بُراقِ عیش را     |
| هم ز عینِ مردمی باید که چینی «هفت سین» |
| سبزهٔ سیراب و سنبل، سوسن و سرو و سمن   |
| ساغرِ می در میانِ بزم و ساقی هفتمین     |

نوشته دیگری که در سده نهم به سفره هفت‌سین و متعلقات آن اشاره می‌کند، رساله‌ای است که توسط ابراهیم سلطان تیموری (۷۹۶–۸۳۸قمری) نوشته شده‌است. در این رساله حکایتی کوتاه در باب نوروز و سفره هفت سین چنین ذکر شده‌است: «در روز نوروز جماعتی می‌گفتند که به حسب نظر نجومی امسال از جهت میمنه حال اشتغال به چیزهایی می‌باید نمود که سر الفاظ او «سین» باشد، همچنان‌که سر و سبزی و سرکه می‌باید خورد و سقرلاط و سمور و سنجاب می‌باید پوشید. مولانا نور گفت پس صوف نیز می‌باید پوشید.»
طاش کُبری زاده (درگذشته ۹۶۸ هجری قمری)، مورخ عثمانی در کتاب «مفتاح السَّعادة و مصباح السِّیادة» به «هفت سین» نوروز چنین اشاره کرده‌است: «از عادت‌های ایرانیان در عیدهایشان… و از عادت‌هایشان در نوروز این است که هفت چیز که اول نام آن‌ها «سین» است فراهم می‌کنند و آن‌ها را می‌خورند، و آن هفت چیز: شکر، کنجد، گونه‌ای آرد سپید، به، سماق، سداب و سقنقور [به عربی: السُّکَّر، و السِمسِم، و السَّمید، و السَّفَرجَل، و السُّمّاق، و السَّذاب و السَّقَنقور].»
نخستین اشاره به «هفت‌سین» در زمان قاجار، اشاره سلطان احمد میرزا عضدالدوله به رسم سفره نوروزی دربارِ فتحعلی‌شاه در روزِ سیزدهم نوروز است: «احدی به خوانچه‌ها و مجموعه‌های اسباب تحویل دست نمی‌زد. روز مزبور در اتاق باز می‌شد. این دو خانم در حضور حضرت خاقانی دو ظرف از آن خوانچه‌ها را برمی‌داشتند و میان باغ انداخته می‌شکستند. بعد از آن تمام اهل حرم‌خانه آن ظروف را می‌بایست بشکنند و اسباب هفت سین را یغما کنند.»

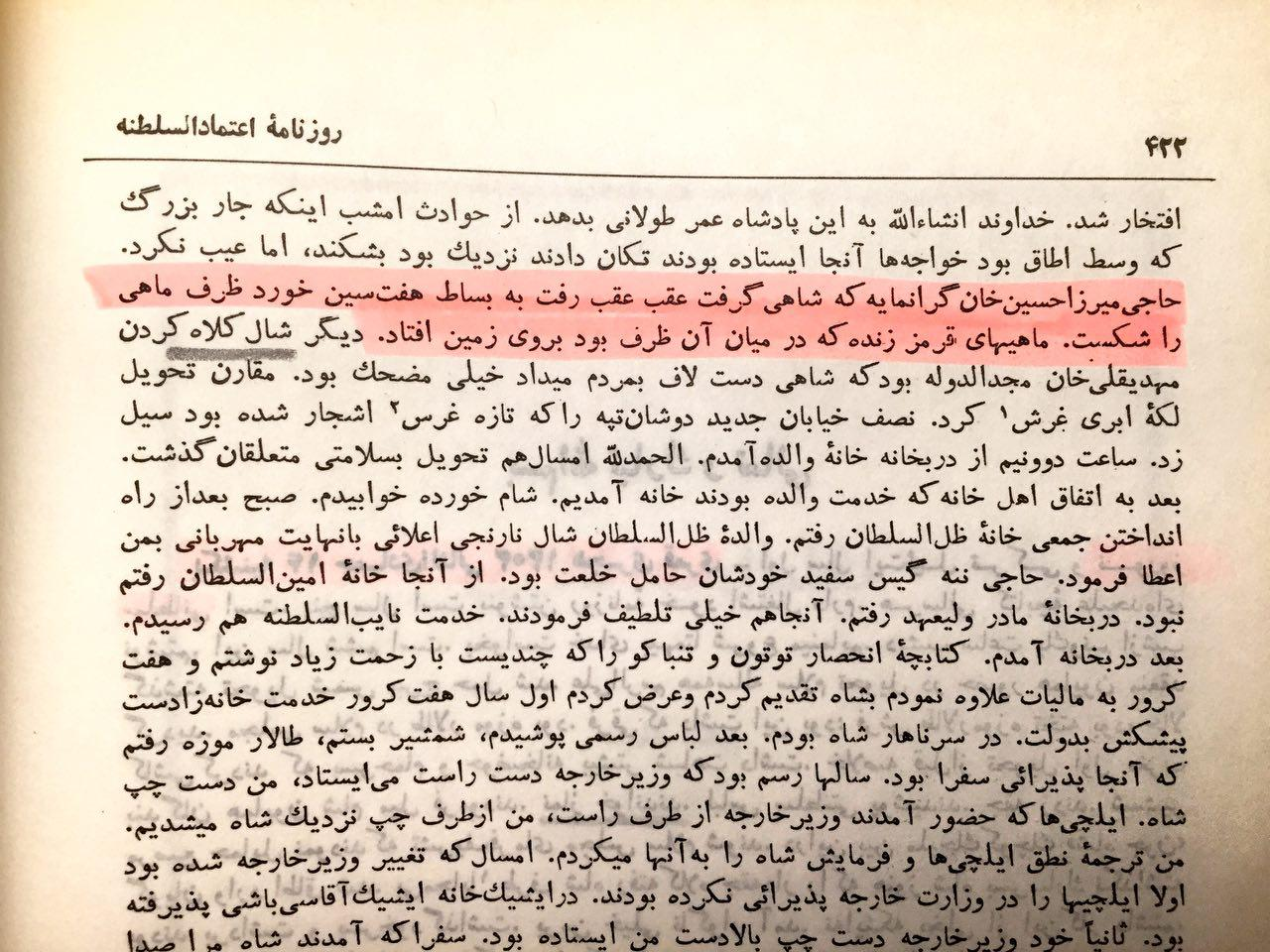
برگی از روزنامه اعتمادالسلطنه در زمان ناصرالدین شاه قاجار که به هفت‌سین و ماهی قرمز در هفت‌سین اشاره می‌کند.

قاآنی شیرازی (۱۱۸۷–۱۲۳۳ خورشیدی) در بیت زیر به اصطلاحِ «هفت سین» اشاره می‌کند:
| هفت‌سین کز پی تحویل گذارند به خوان  |
| گل‌رخان رنگی از آن تازه‌تر آمیخته‌اند |

در سفرنامه‌های ویلسون و هانری رنه نیز اشاره به سفرهٔ هفت‌سین در اواخر قاجاریه می‌شود.
در بعضی ریشه‌یابی‌های دیگر، هفت سین را به هفت «سینی» ربط داده‌اند، یا اصلش را «هفت میم» دانسته‌اند، یا آن را از ریشهٔ «هفت‌چین» به معنی هفت چیدنی نامیده‌اند.
اگر عناصر دیگر سفره را هم در نظر بگیریم، از نظر برخی، می‌توان آسان‌تر سفرهٔ نوروزی را (منهای «هفت» ش و «سین» ش) به سنت‌ها و باورهای ایرانی متصل کرد. امشاسپندان و نمادهایشان در این سفره حضور دارند (شیر به نشانهٔ وهومن، سپند و بیدمشک به نشانهٔ سپندارمذ، ظرف آب و سمنو به نشانهٔ آناهیتا، و …). مثلاً سمنو را که تقویت کنندهٔ قوای جنسی شمرده می‌شده تنها به این دلیل نباید نشانهٔ آناهیتا دانست، بلکه می‌توان به این نکات نیز توجه کرد که در مراسم آیینی تهیهٔ سمنوی نوروزی، فقط زنان باید حضور داشته باشند و مردان راهی به آن ندارند."
دیگر این که، از نظر برخی، در آیین نوروزی ساسانیان، عدد «هفت» اهمیت داشته‌است؛ مثلاً در کتاب المحاسن و الاضداد (به عربی، منسوب به جاحظ)، آمده‌است که ساسانیان در نوروز هفت دانه را بر هفت ستون می‌کاشتند یا نانی می‌پختند از هفت غلهٔ مختلف؛ به همین دلیل است که این گروه هفت‌سین را تکامل و تداوم همان سنت باستانی می‌دانند. برخی دیگر، در مورد «هفت‌سین» و ارتباط آن با سنت‌های باستانی، نظرات دیگری نیز دارند.
در یک دوبیتی که به‌طور واضحی معاصر است ریشه این سنت را از زمان کیانیان و در اصل به صورت هفت شین بیان می‌کند. («روز نوروز در زمان کیان/می‌نهادند مردم ایران/شهد و شیر و شراب و شکر ناب/شمع و شمشاد و شایه اندر خوان»). ایدهٔ «هفت شین» توسط بعضی ایرانیان پشتیبانی می‌شود که از جمله می‌گویند شراب به دلیل باورهای اسلامی، جایش را به سرکه داده‌است و هفت شین به هفت سین تبدیل شده‌است. این نظریه به دلیل این که نام اجزا را به عربی می‌آورد و از اجزای ویژه‌ای چون سمنو نام نمی‌برد رد شده‌است.
سفرهٔ هفت‌سین از جلوه‌های اصیل نوروز به‌ویژه در میان خانواده‌های ایرانی‌است. در گذشته، بر حاشیهٔ سفرهٔ قلمکار ایرانی با قلم خوانا این بیت سعدی نوشته می‌شد:
| ادیمِ زمین سفرهٔ عامِ اوست          |
| بر این خوانِ یغما چه دشمن چه دوست |

بدین معنا که نعمت‌ها برای دوست و دشمن گسترده‌است.
به گفتهٔ دانشنامه ایرانیکا، مردمان دیگری که با ایرانیان فرهنگ و آیین‌های میان‌وند دارند (مانند افغان‌ها، تاجیک‌ها، و ارمنی‌ها) این سفره را نمی‌چینند و این سفره حتی میان کردها و زرتشتیان (که هر دو از نگاهبانان آیین‌های باستانی ایرانی بوده‌اند) نیز نبوده‌است، هر چند به تازگی سفره هفت‌سین در میان زرتشتیان شهرنشین فراگیر شده‌است. سفره هفت سین به صورت‌های مختلف در مناطق کُردنشینِ ایران، افغانستان، پاکستان و جمهوری آذربایجان نیز رواج دارد.

## اجزای سفره هفت‌سین

### سین‌های سفره
اجزای اصلی هفت سین هفت عنصر از موارد زیر است که نام آنان با حرفِ سین آغاز می‌شود:
- سبزه
- سیر
- سیب
- سمنو
- سنجد
- سرکه
- سماق

### دیگر اجزا
در کنار هفت سین، اجزای دیگری نیز قرار می‌گیرند که معمولاً یادآور مفاهیمی چون نوزایی، باروری، فراوانی، ثروت و مانند آن‌ها هستند. این اجزاء ممکن است برای زینت یا کامل کردن مجموعه باشند. از جملهٔ این اجزاء می‌توان به آینه، کتاب‌های قرآن، اوستا و دیوان‌های شعر (دیوان حافظ و شاهنامهٔ فردوسی)، شمعدان (در بعضی سنت‌ها تعداد شمع‌ها به تعداد فرزندان خانواده است)، تخم مرغ رنگی، گل (اصولا سنبل)، شیرینی، آجیل، نان سنگک، گلاب، تنگ یا کاسهٔ آب (معمولاً حاوی برگ یا ماهی یا انار یا ترنج یا سایر مرکبات)، بیدمشک، بادبزن و سبزی خوردن اشاره کرد.
برخی بر این باورند که سکه که نماد «دارایی» و آب که نماد «پاکی و روشنایی» است، بهتر است در کنار هم قرار گیرند و سکه را درون ظرفی از آب سر سفره می‌گذارند. یا به امید ازدیاد ثروت، سکه را بر آینه می‌گذارند.

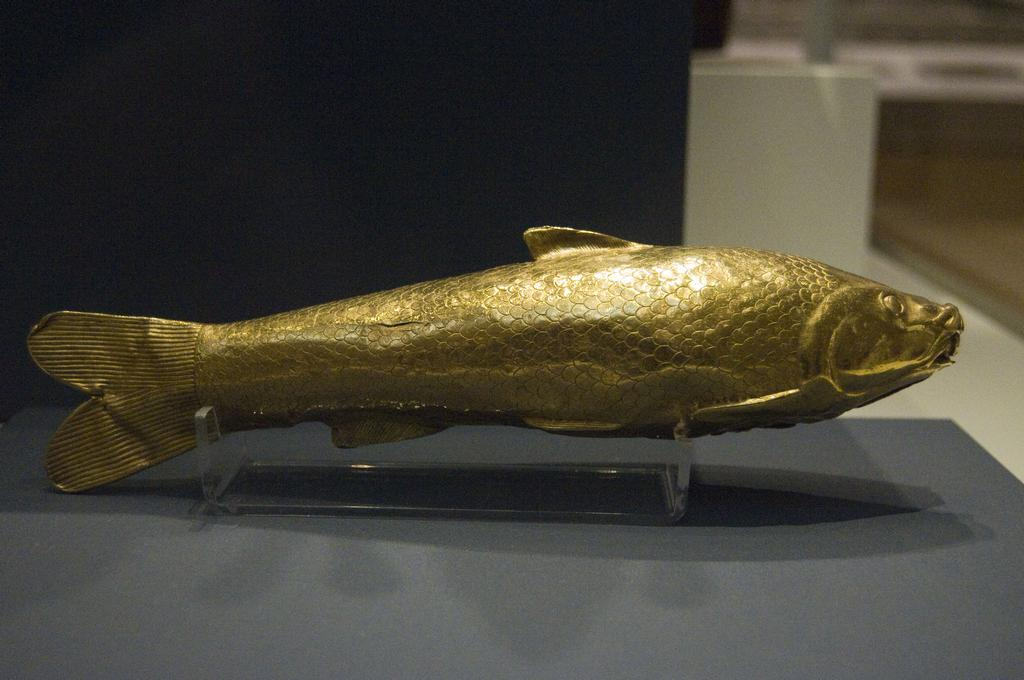
ماهی قرمز طلایی ایرانی از دوران هخامنشی، بخشی از گنجینه آمودریا در ایران شرقی.

مردم ایران بیش از ۲۵۰۰ سال است که با ماهی قرمز آشنایی دارند.
این ماهی در دریای مازندران، دریاچه ارومیه، دریاچه هامون و رودخانه کارون یافت می‌شده است و شواهد تاریخی بسیاری از آشنایی ایرانی‌ها با آن در دوران‌های مختلف وجود دارد. یکی از این شواهد، تندیسک زرین ماهی قرمز مربوط به دوران هخامنشی است. همچنین تندیسک نقره‌ای به سبک هنر ایلامی که به حدود سال‌های ۶۰۰ تا ۹۰۰ پیش از میلاد مربوط می‌شود، نشان می‌دهد که ایلامی‌ها نیز با ماهی قرمز آشنا بوده‌اند.
بر اساس منابع تاریخی، قدیمی‌ترین آثار اجتماعی مربوط به ماهی قرمز به فرهنگ ایلامی باز می‌گردد و حدود سه هزار سال قدمت دارد. این آثار تک‌افتاده نیستند و شبکه‌ای تشکیل می‌دهند که کمتر به آن اشاره شده است. از ابتدای تاریخ، در آثار هنری ایران، نقش ماهی‌ها به ویژه از راستهٔ کپورسانان مشاهده می‌شود. این نقش‌ها عمدتاً تزئینی بوده و به نظر نمی‌رسد معنای خاصی داشته باشند. قدیمی‌ترین بازنمایی‌ها از این دست در آثار سفالی شوش، سیلک و میانرودان نمایان می‌شوند.
از آثار مهم مرتبط با ماهی قرمز می‌توان به ماهی‌های طلا و لاجورد از گور ملکه پوآبی در سومر (۲۵۰۰ پیش از میلاد) اشاره کرد که از نظر آناتومیکی مشابه ماهی قرمز هستند. این ماهی‌ها ساخته‌شده از طلا هستند که به احتمال زیاد نمایانگر ماهی قرمز اهلی شده با رنگ‌های قرمز و زرد بوده‌اند. علاوه بر این، لاجوردهای یافت‌شده در این مقبره از بدخشان به میانرودان صادر شده و احتمالاً زیستگاه طبیعی ماهی قرمز در اطراف دریاچه خوارزم بوده است، بنابراین اهلی شدن این ماهی احتمالاً در آن منطقه آغاز شده است.

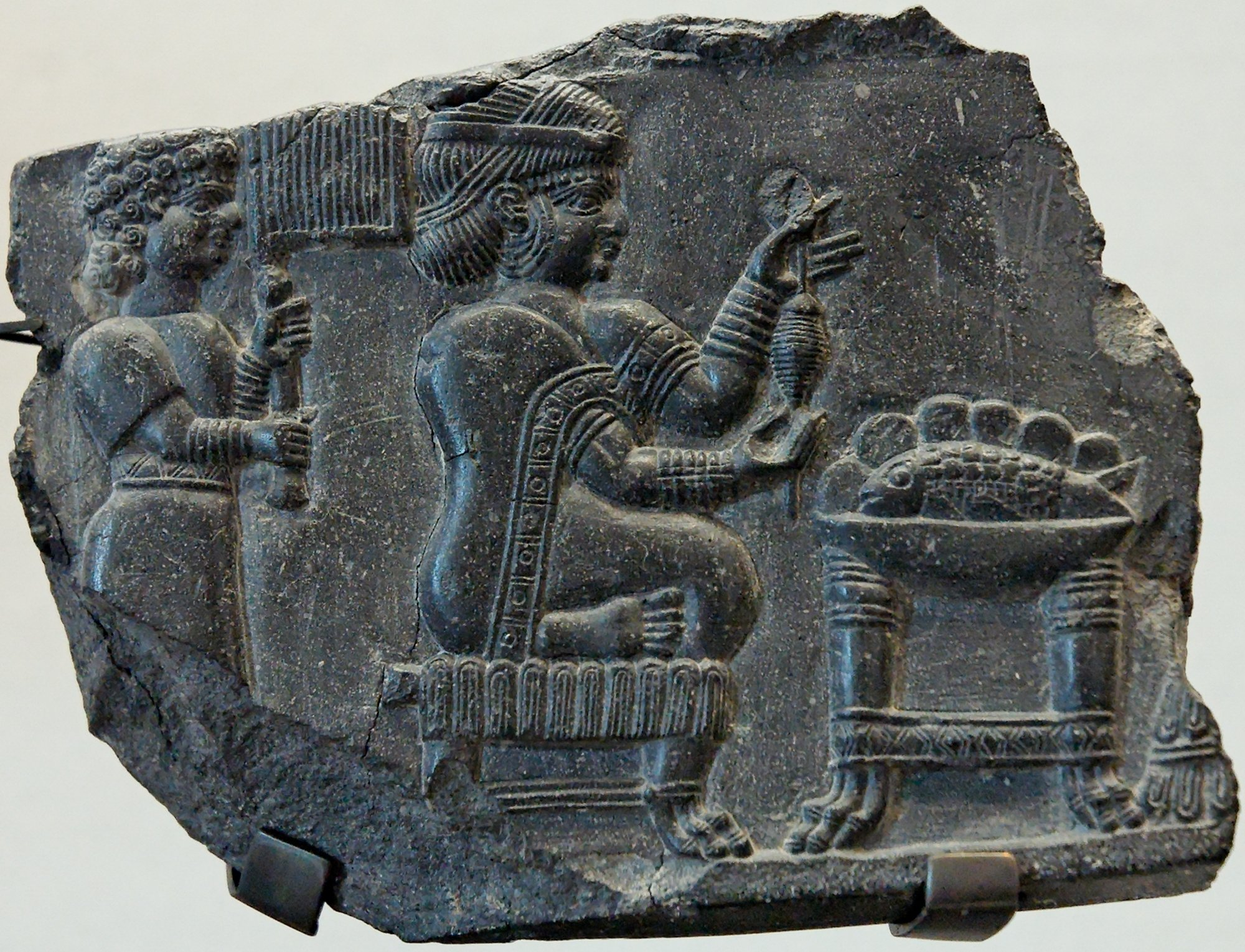
نقش برجسته ایلامی که بانوی ریسنده با مقام بالا و ماهی زنده در ظرفی شبیه تنگ را نشان می‌دهد، نمادی از فرهنگ ایلامی.

نگارهٔ ایلامی "بانوی ریسنده" نیز اهمیت دارد. در این نگاره، بانویی نخ ریس را در دست دارد و در برابرش، کاسه‌ای با ماهی قرار دارد. این ماهی ممکن است نمادین باشد، اما قرار گرفتن ماهی زنده در تنگ نشان‌دهندهٔ نخستین آثار تاریخی است که به اهلی شدن ماهی قرمز اشاره دارند. کهن‌ترین آثار چینی با مضمون مشابه ماهی قرمز نیز در برکه‌ها و نه در تنگ‌ها دیده می‌شوند و حدود دو هزار سال بعد از این نگارهٔ ایلامی به وجود آمده‌اند.
در نهایت، با توجه به کهن‌تر بودن نوع ماهی قرمز رایج در ایران نسبت به چین و بومی بودن آن در بسیاری از مناطق ایران از جمله دریاچه خوارزم، می‌توان پذیرفت که این دریاچه مرکز اصلی اهلی شدن ماهی قرمز بوده است.

## نگارخانه

سفرهٔ هفت‌سین در ایستگاه راه‌آهن تهران. نوروز۱۳۹۰
هفت‌سین نوروز در پیرانشهر، ایران
سفرهٔ هفت‌سین در زیر آبهای خلیج فارس. نوروز ۱۳۸۴
سفره نوروزی یا هفت سین جامعه ایرانیان ژاپن
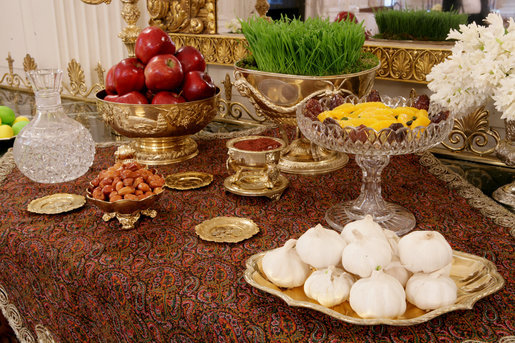
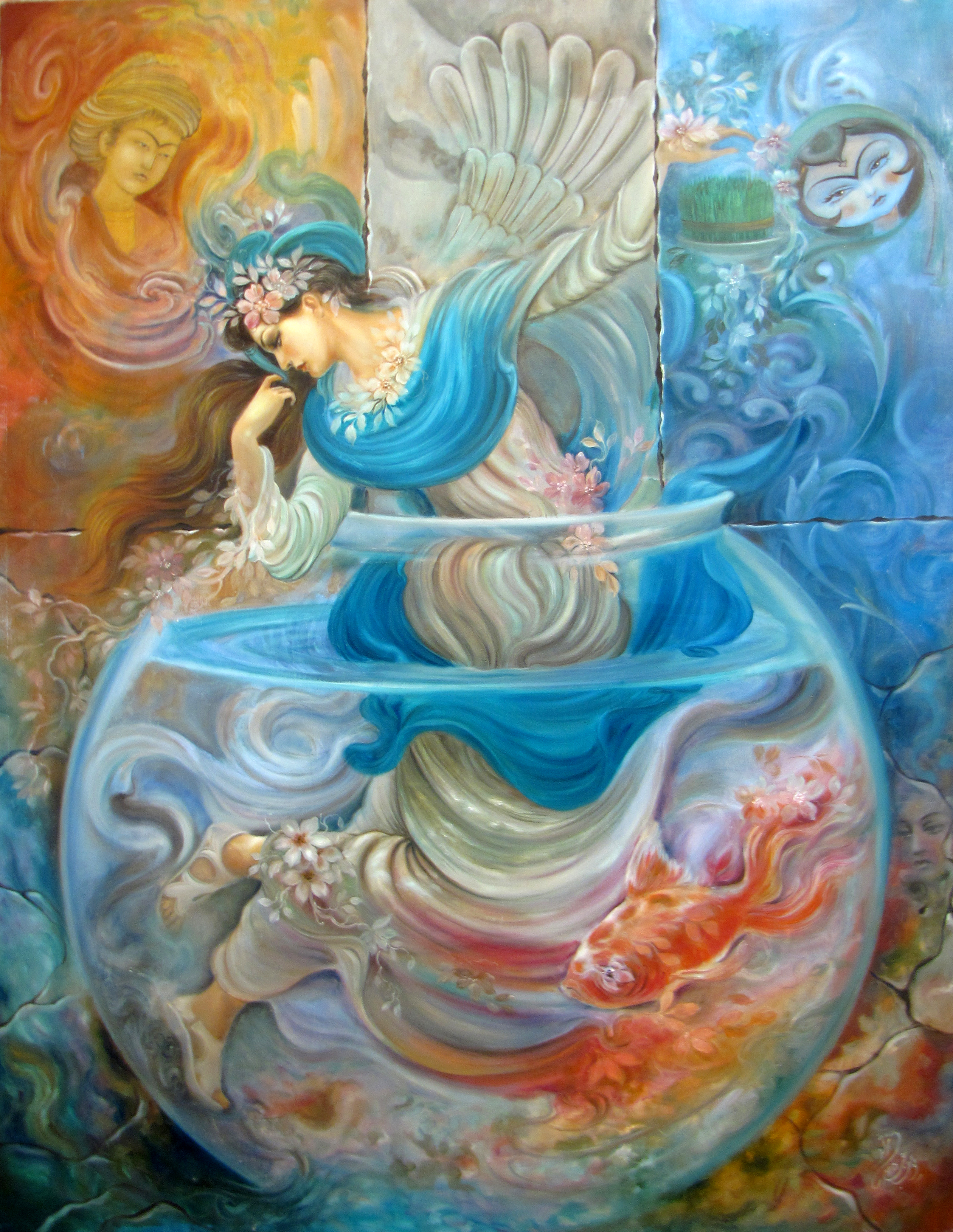
نمادهای هفت‌گانه نوروز و ارتباطشان با عناصر آتش، زمین، هوا، آب و سه شکل زندگی انسان، جانور و گیاه.
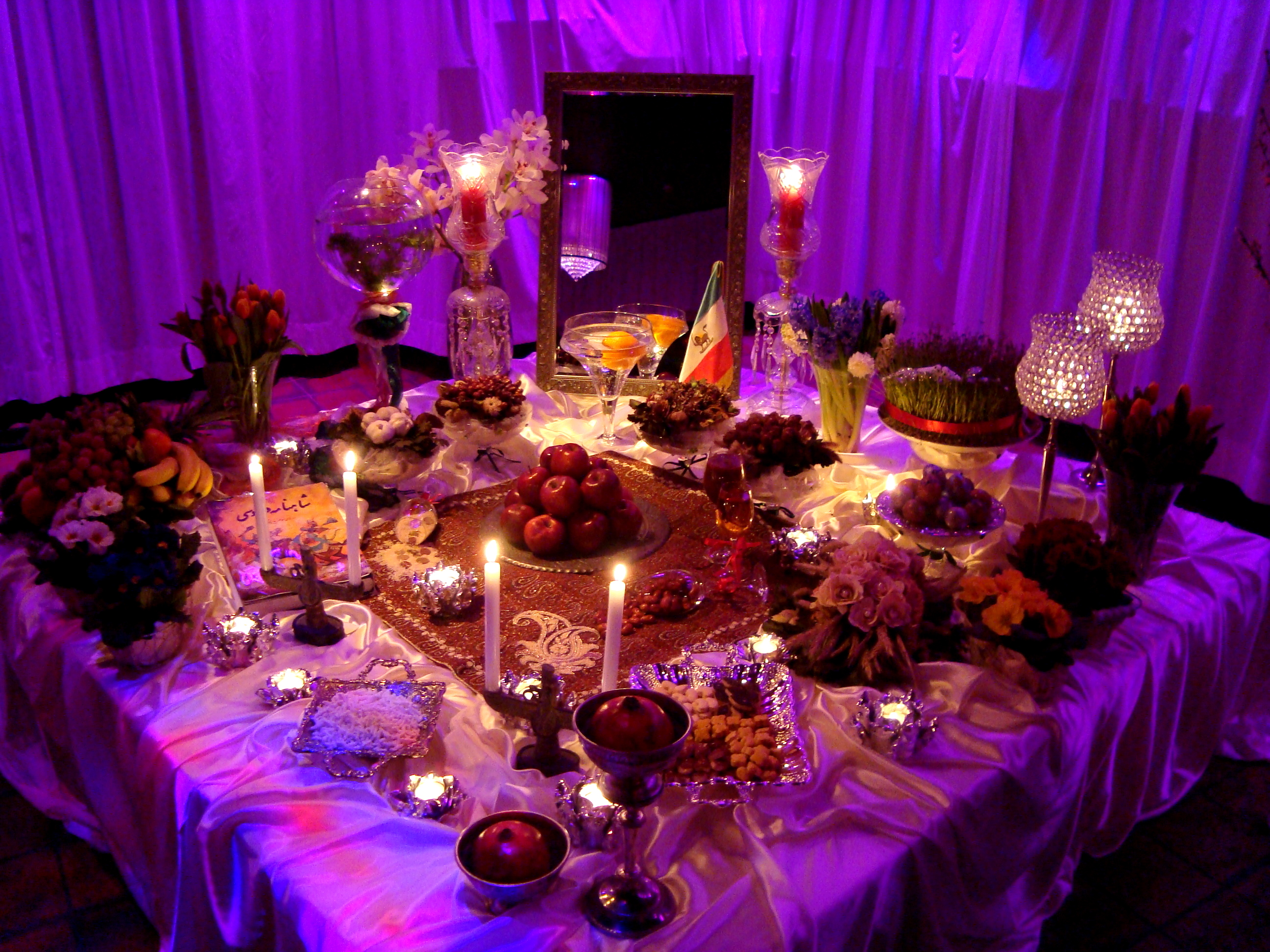
برپایی هفت‌سین در کردستان ایران
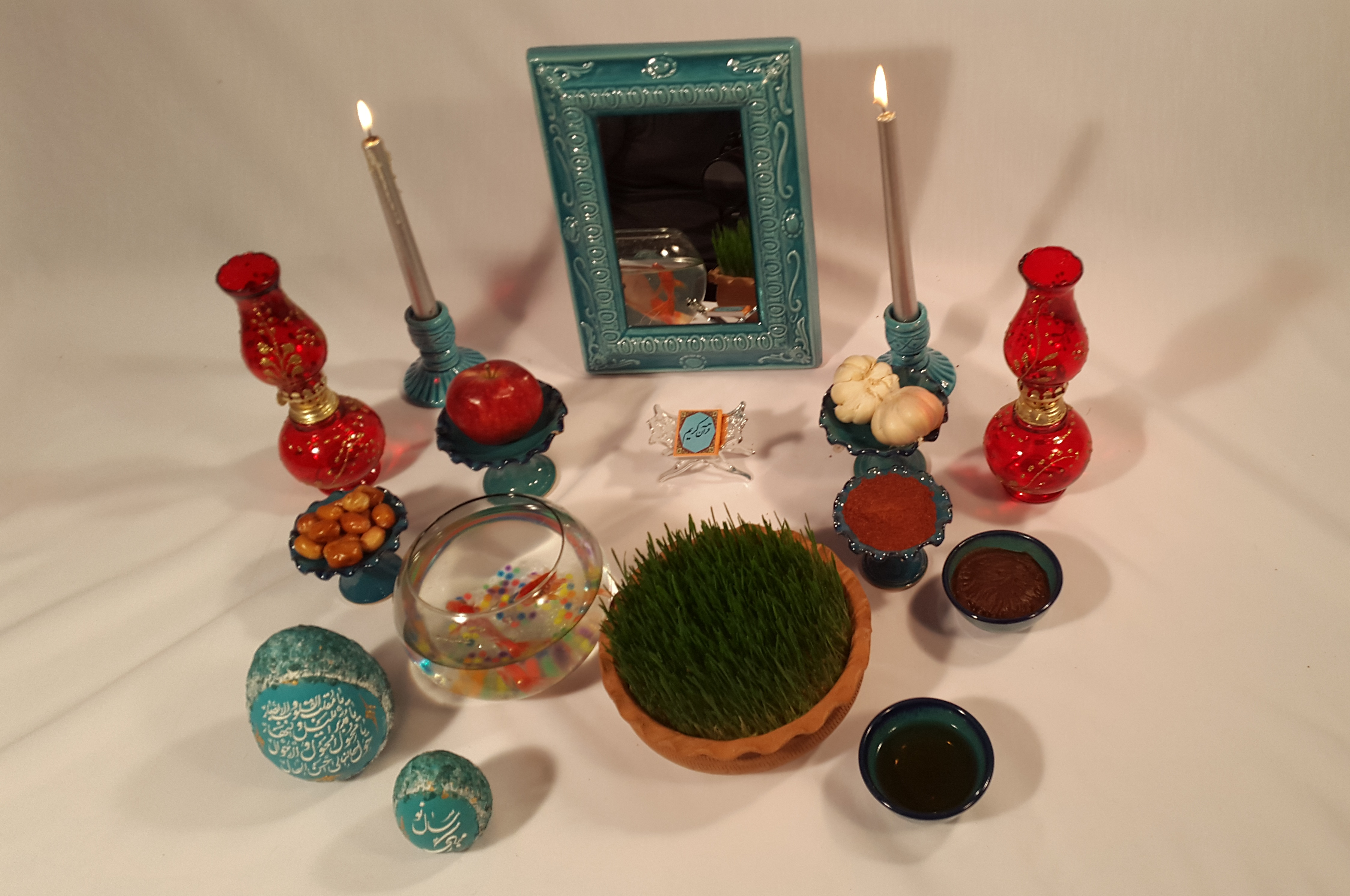
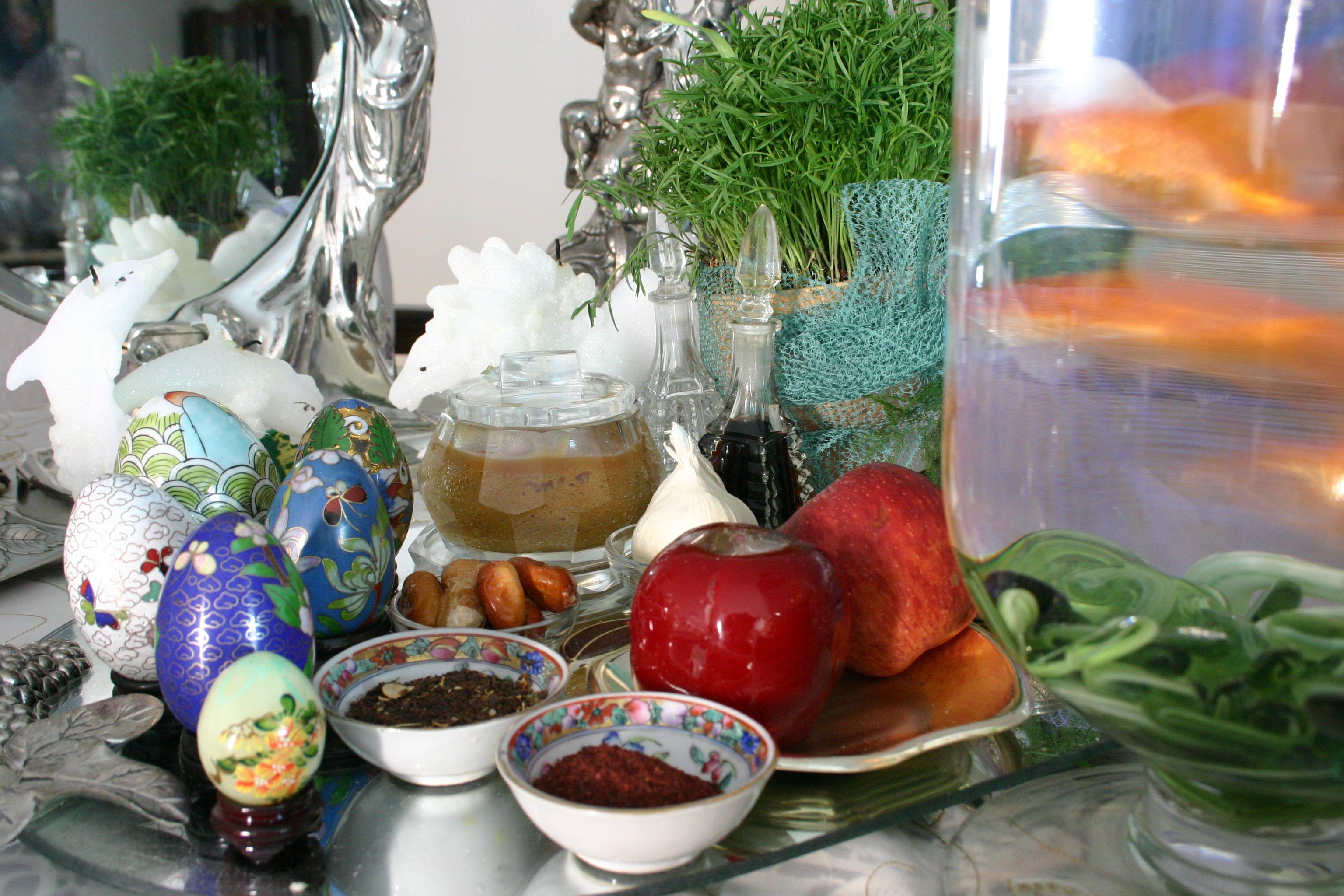
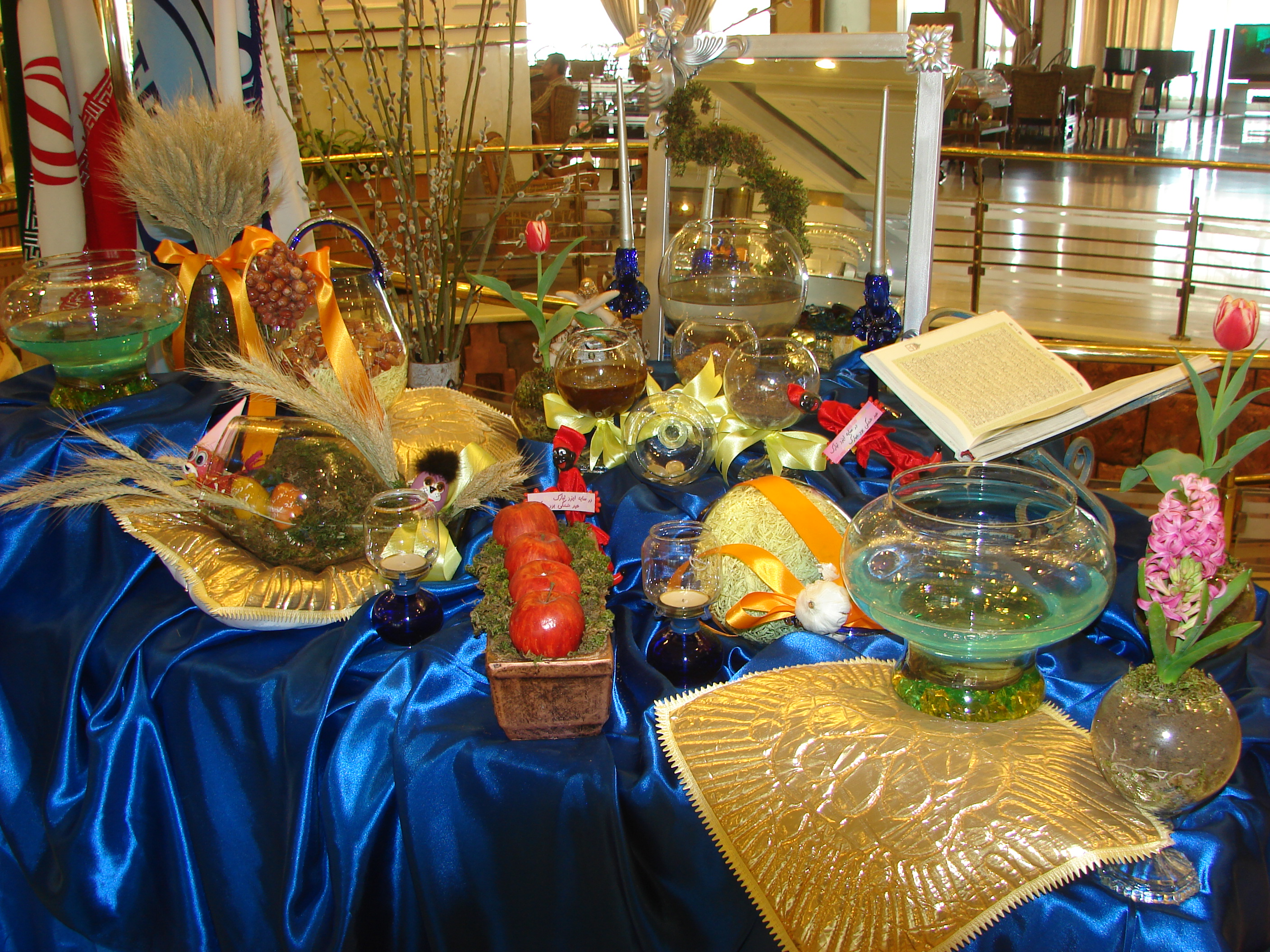
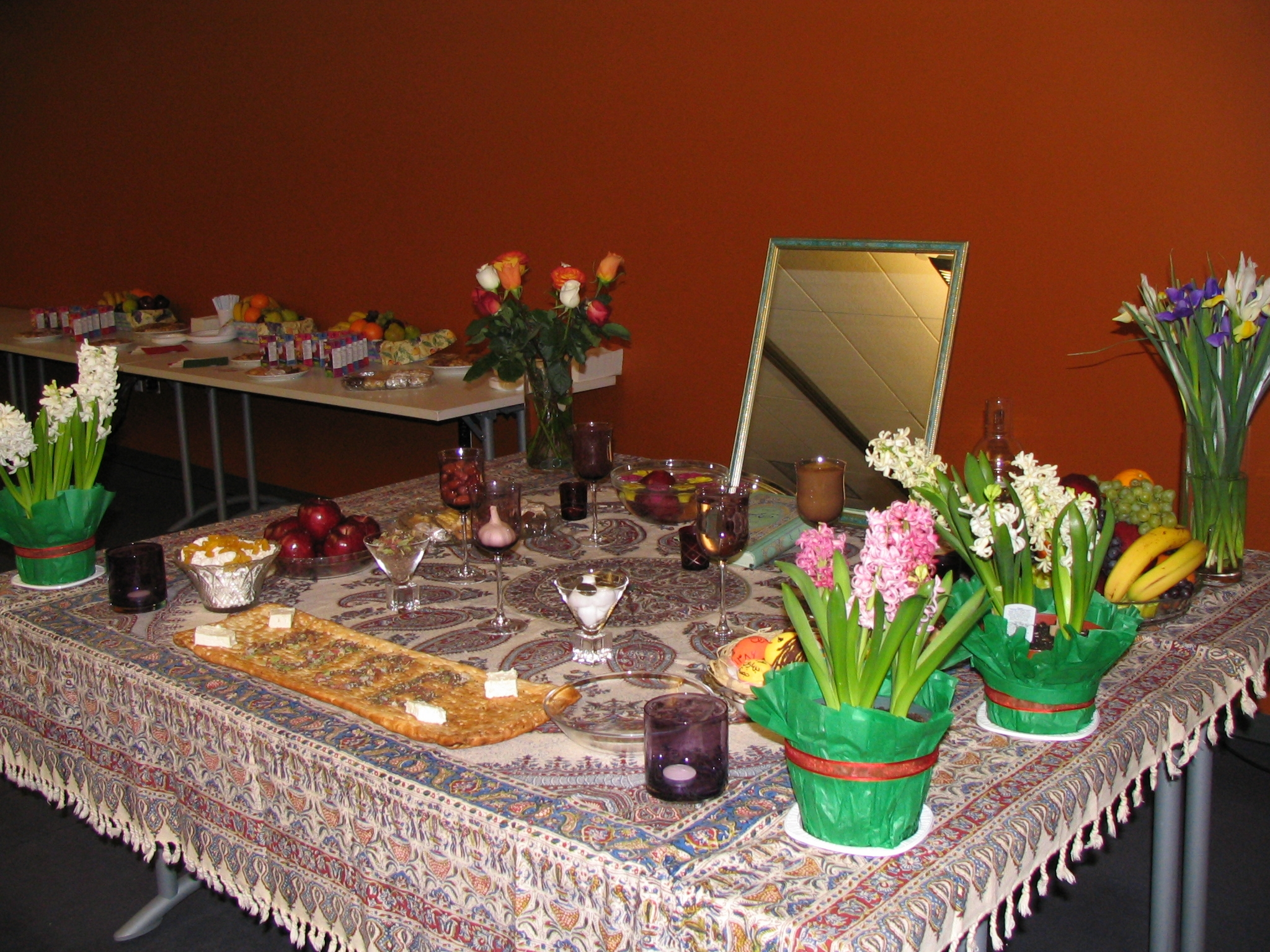
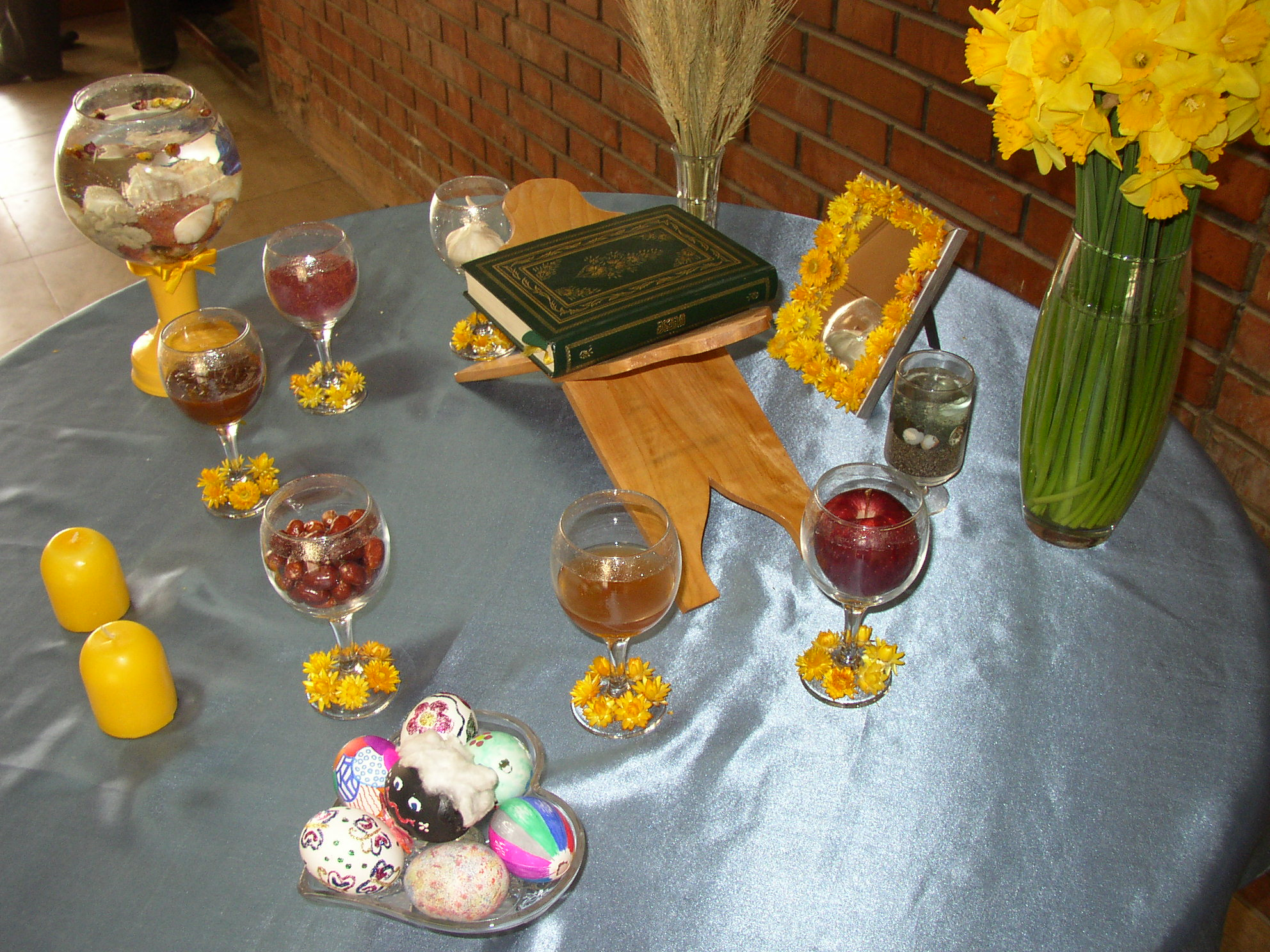
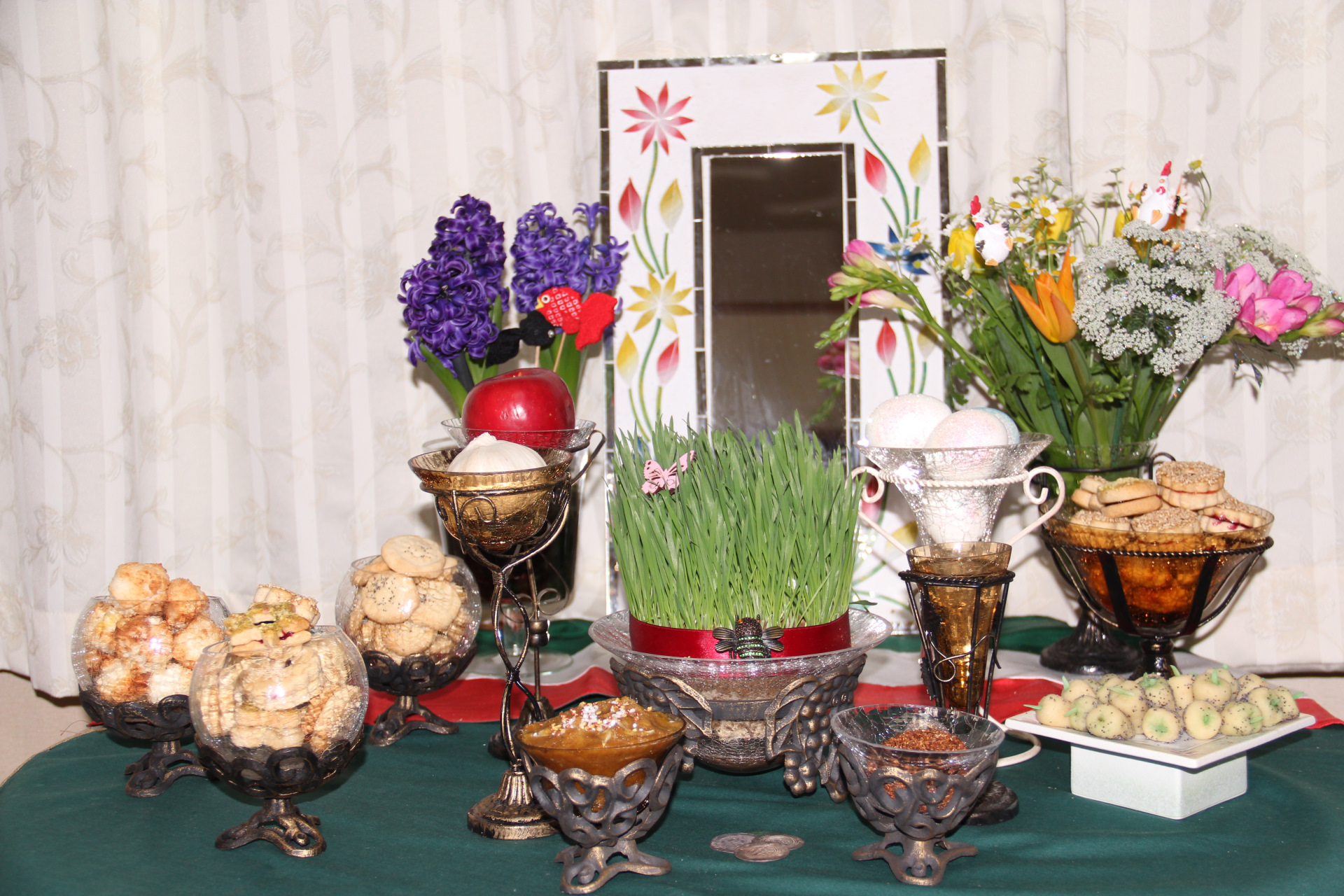
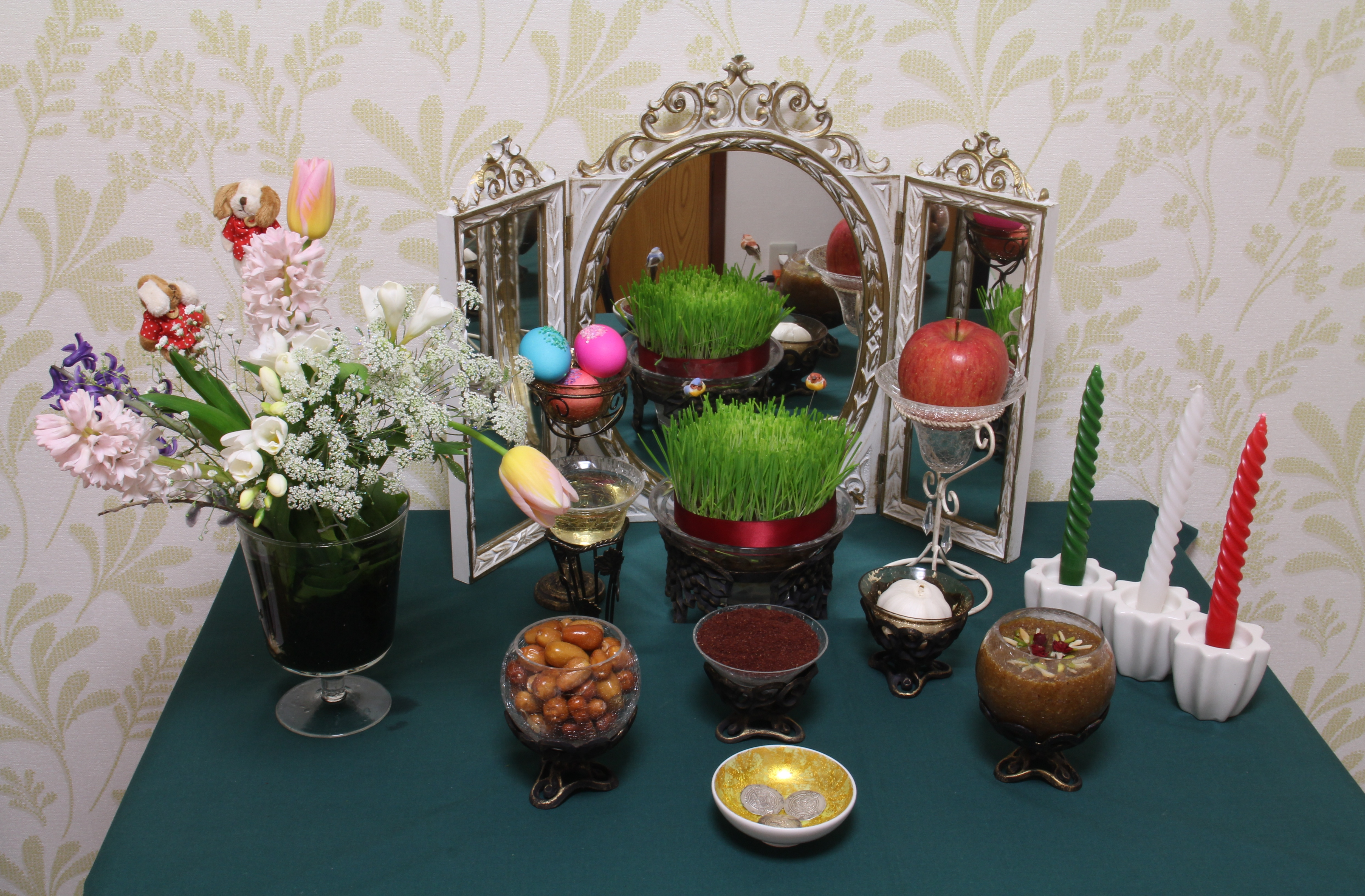
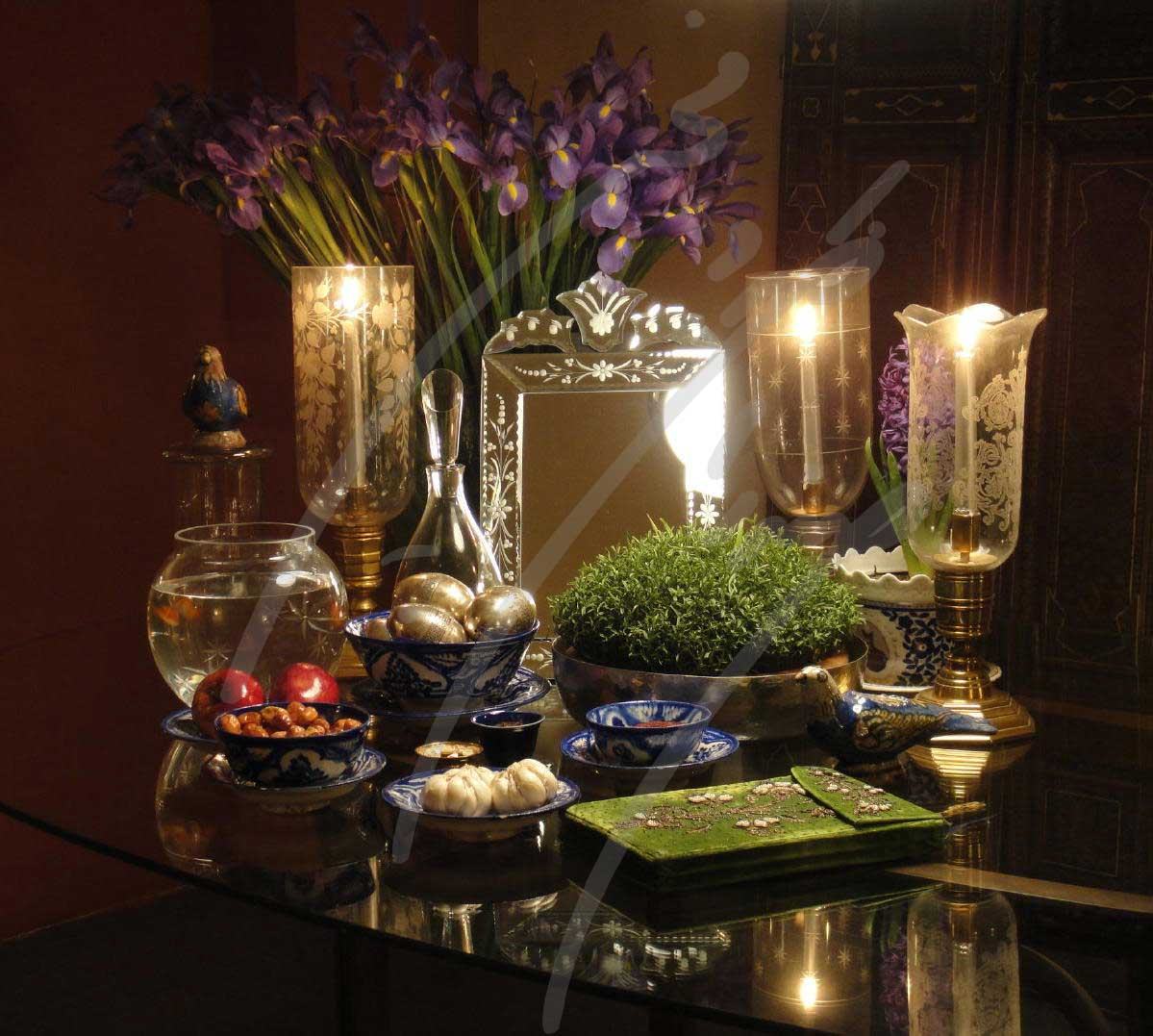
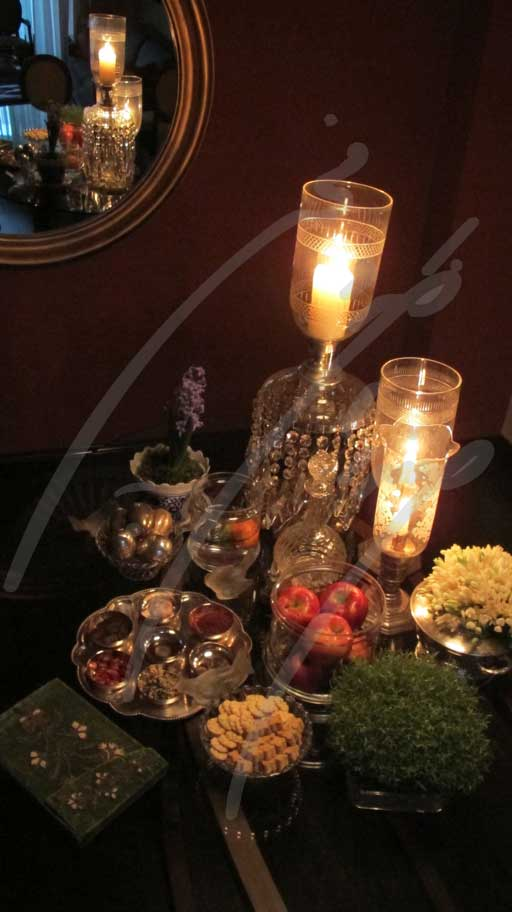
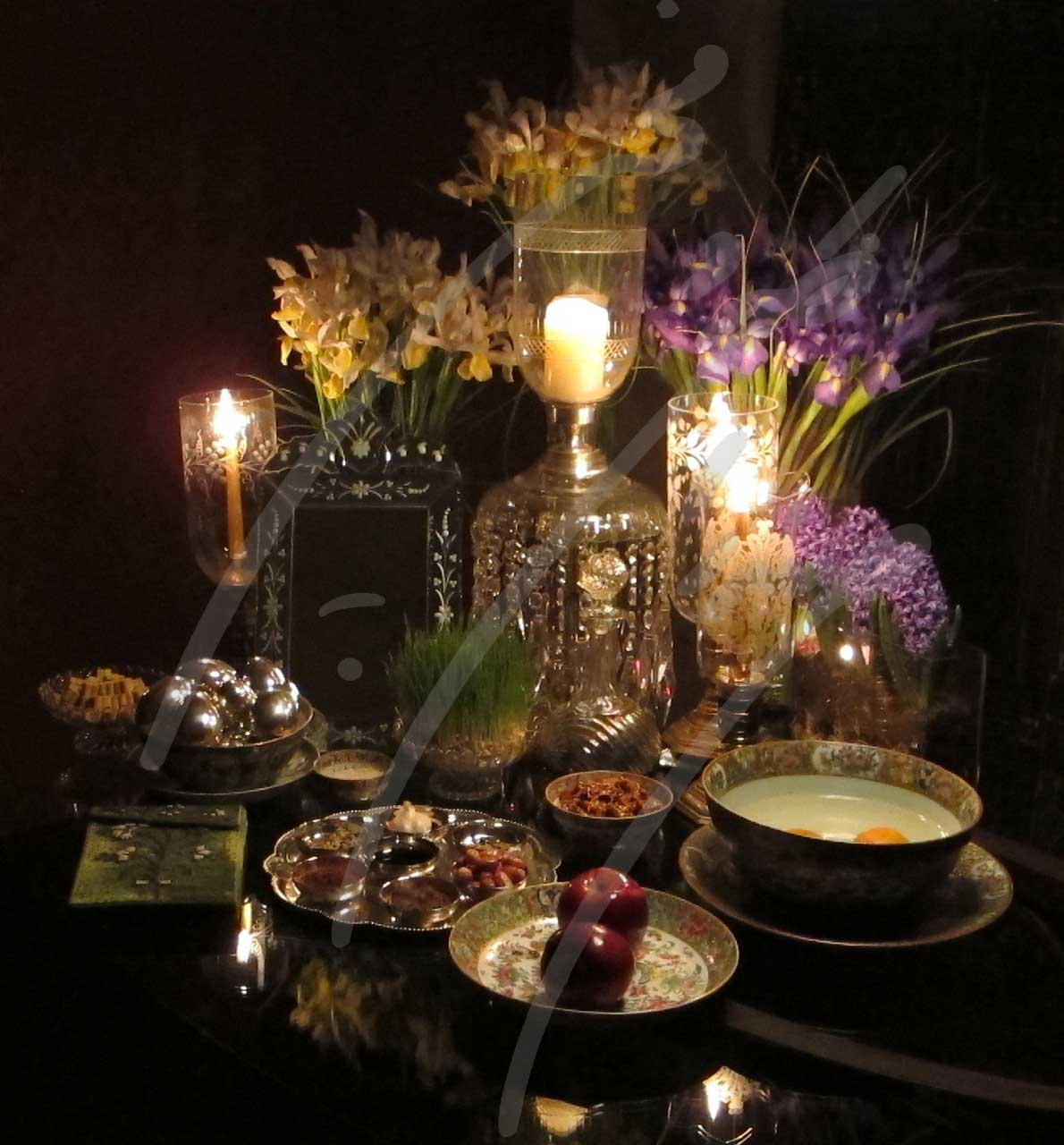
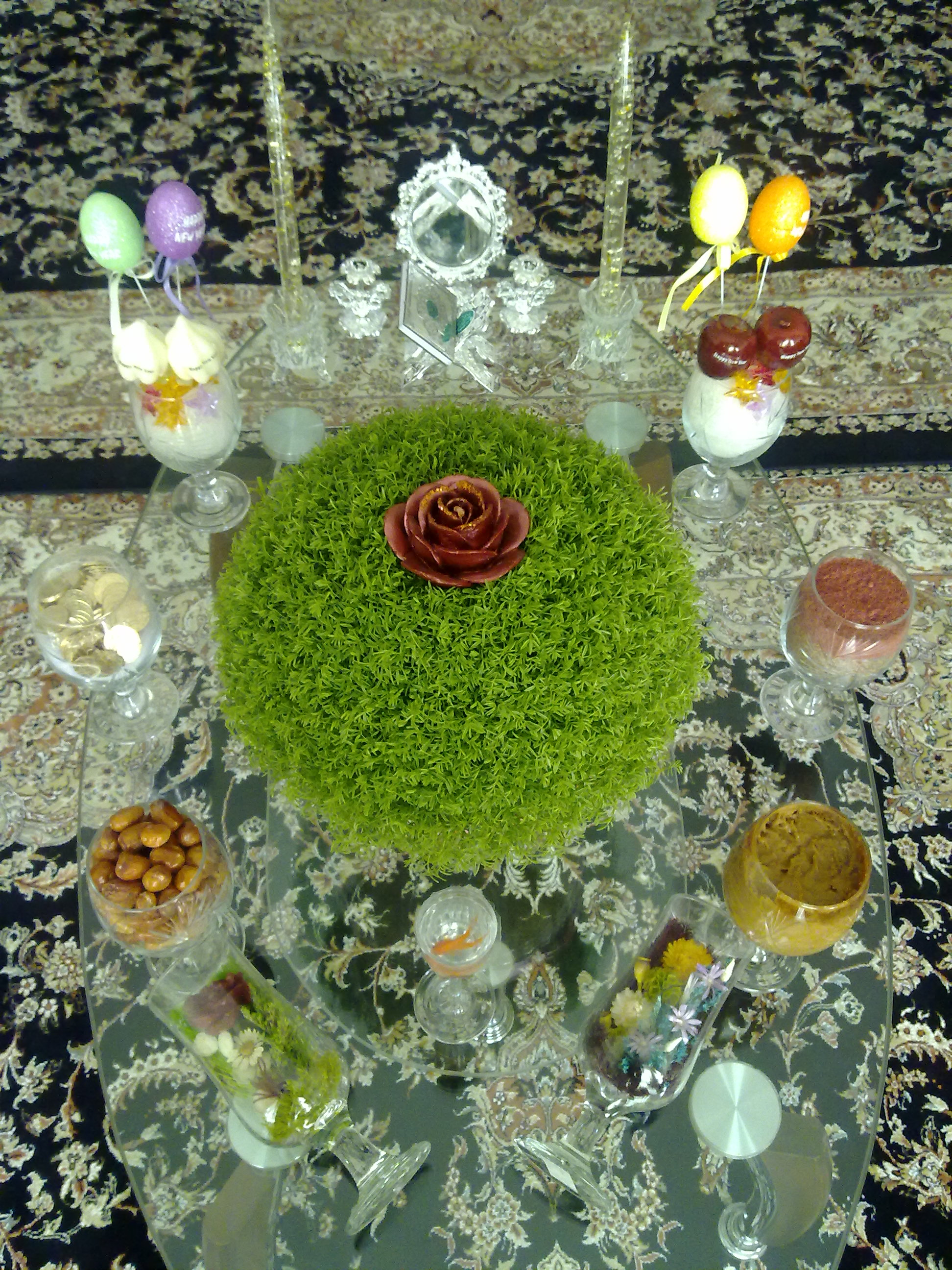
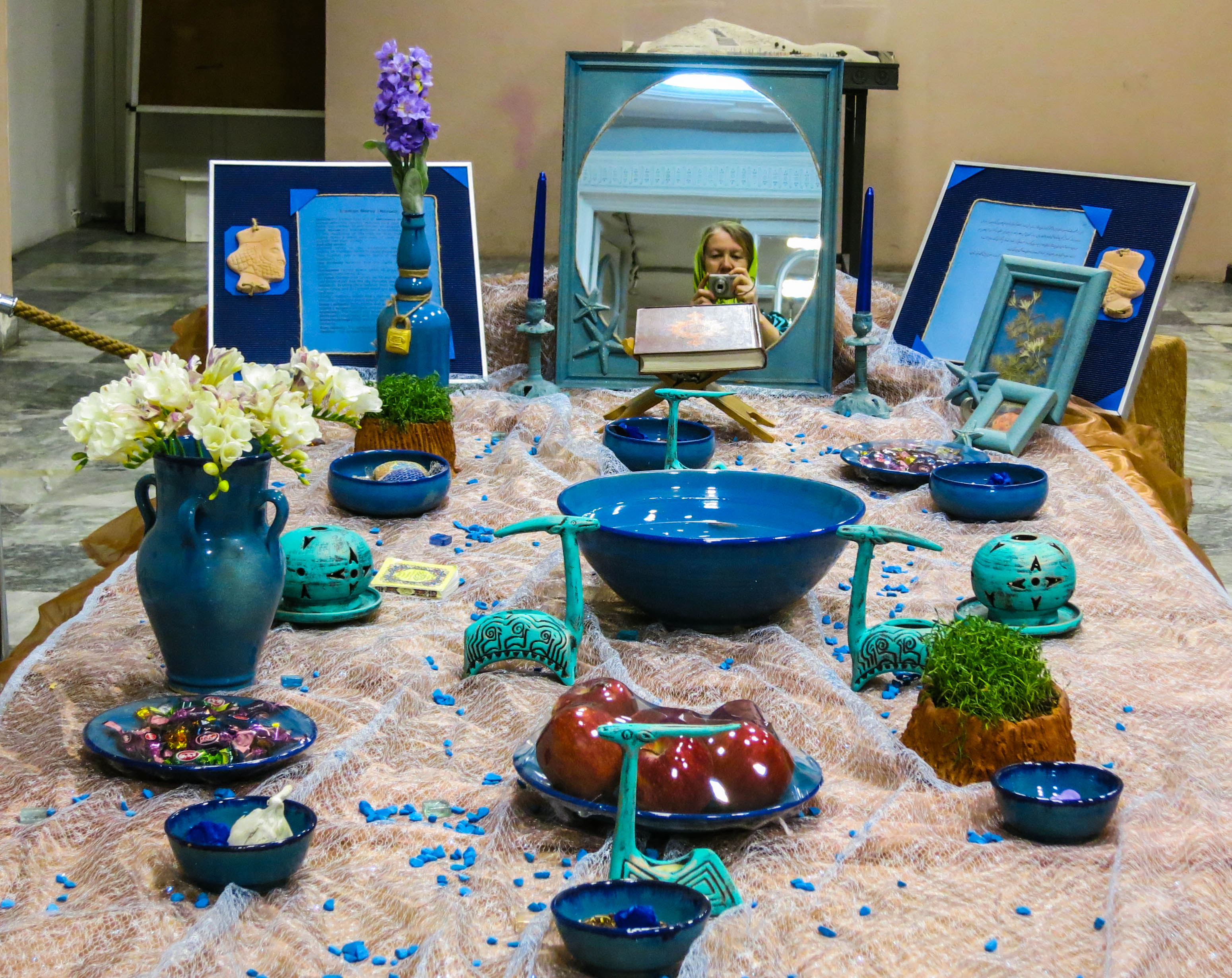